# Чавара, Куриакос Элиас
Куриакос (Кириа́к) Элиас (Илия́) Чавара  (малаял. കുര്യാക്കോസ് ഏലിയാസ് ചാവറ; 10 февраля 1805, Кайнакари, Коттаям — 3 января 1871, Кунаммаву, Британская Индия) — святой римско-католической и католической сиро-малабарской церквей, священник, монах, один из основателей мужской монашеской конгрегации Кармелитов Непорочной Марии и женской монашеской конгрегации Сестёр Матери Кармеля.

## Биография
Родился 10 февраля 1805 года в городе Кайнакари, штат Керала, Индия, в семье индийских католиков. В 1818 году поступил в семинарию в городе Паллипурам. Ректором семинарии был Палакал Фома Малпан, с которым впоследствии Чавара создал монашескую конгрегацию кармелитов Непорочной Марии. 29 ноября 1829 года был рукоположён в священники.
11 марта 1831 года была создана Конгрегация кармелитов Непорочной Марии совместными усилиями Палакала Фомы Малпана, Фомы Порукара и Куриакоса Элиаса Чавары, которые организовали первый монастырь данной конгрегации. После смерти других основателей конгрегации, в 1855 году Чавара стал исполнять обязанности генерального настоятеля конгрегации. Кроме этого с 1861 года исполнял должность генерального викария католической Сиро-малабарской Церкви.
Куриакос Элиас Чавара инициировал социальные реформы в Кералы ещё до Нараяны Гуру (1853), Чаттамби Свамикала (1853) и Ваккома Абдула Хадара Маулави (1854). 
Чавара умер 3 января 1871 года в возрасте 65 лет.

## Прославление
В 1889 году его мощи были переданы в часовню монастыря святого Иосифа в городе Маннанам (штат Керала). Данный монастырь стал центром паломничества индийских католиков.
8 февраля 1986 года Чавара вместе с Альфонсой Муттатхупадатху был причислен к лику блаженных папой Иоанном Павлом II. 23 ноября 2014 года папа Франциск причислил его к лику святых.
День памяти — 3 января.

## Источник
- Sciadini, Patrício. Santos e santas do Carmelo Descalço. — São Paulo: LTr, 2006. — 223 p.